# Monreal
Monreal (Bayan ng Monreal) är en kommun i Filippinerna. Kommunen tillhör provinsen Masbate och ligger på ön med samma namn. Folkmängden uppgår till 26 614 invånare år 2015.
Monreal är indelat i 11 barangayer.